# Ali Karimi (ur. 1994)
Ali Karimi (ur. 11 lutego 1994 w Isfahanie) – irański piłkarz, występujący na pozycji pomocnika w tureckim klubie Kayserispor oraz w reprezentacji Iranu. Uczestnik Mistrzostw Świata 2022.

## Statystyki

### Klubowe
Na podstawie:
| Klub                  | Sezonów | Liga                         | Liga  | Liga   | Puchar krajowy | Puchar krajowy | Kontynentalne | Kontynentalne | Suma  | Suma   |
| Klub                  | Sezonów | Liga                         | Mecze | Bramki | Mecze          | Bramki         | Mecze         | Bramki        | Mecze | Bramki |
| --------------------- | ------- | ---------------------------- | ----- | ------ | -------------- | -------------- | ------------- | ------------- | ----- | ------ |
| Sepahan Isfahan       | 5       | Iran Pro League              | 83    | 5      | 4              | 1              | 11            | 0             | 98    | 6      |
| Dinamo Zagrzeb        | 1       | Prva hrvatska nogometna liga | 10    | 0      | 2              | 0              | –             | –             | 12    | 0      |
| NK Lokomotiva Zagrzeb | 1       | Prva hrvatska nogometna liga | 8     | 1      | 0              | 0              | –             | –             | 8     | 1      |
| Esteghlal Teheran     | 3       | Iran Pro League              | 53    | 7      | 5              | 1              | 12            | 3             | 70    | 11     |
| Qatar SC              | 1       | Qatar Stars League           | 7     | 0      | 0              | 0              | –             | –             | 7     | 0      |
| Al-Duhail SC          | 1       | Qatar Stars League           | 9     | 0      | 5              | 1              | 8             | 0             | 22    | 1      |
| Kayserispor           | 2       | Süper Lig                    | 24    | 2      | 4              | 0              | –             | –             | 28    | 2      |
|                       | Łącznie | Łącznie                      | 194   | 15     | 14             | 3              | 31            | 3             | 245   | 21     |

### Reprezentacyjne
Na podstawie:
| Rozgrywki          | Faza    | M | Gol | Żółta kartka | Czerwona kartka |
| ------------------ | ------- | - | --- | ------------ | --------------- |
| Mecze towarzyskie  | –       | 9 | 0   | 0            | 0               |
| Eliminacje MŚ 2018 | Grupa A | 3 | 0   | 0            | 0               |
| Eliminacje MŚ 2022 | Grupa 3 | 1 | 0   | 0            | 0               |
| MŚ 2022            | Grupa B | 3 | 0   | 0            | 0               |

## Sukcesy
Na podstawie:

### Klubowe
Z Sepahan Isfahan:
- Mistrz Iranu 2014/15